# Trübe Wolken
Trübe Wolken è un film del 2021 diretto da Christian Schäfer.

## Riconoscimenti
- 2021 - Max Ophüls Festival
  - Miglior attore a Jonas Holdenrieder
- 2021 - Romy Gala
  - Nomination  Favorite Male Shooting Star a Jonas Holdenrieder